# قلعه هوریه

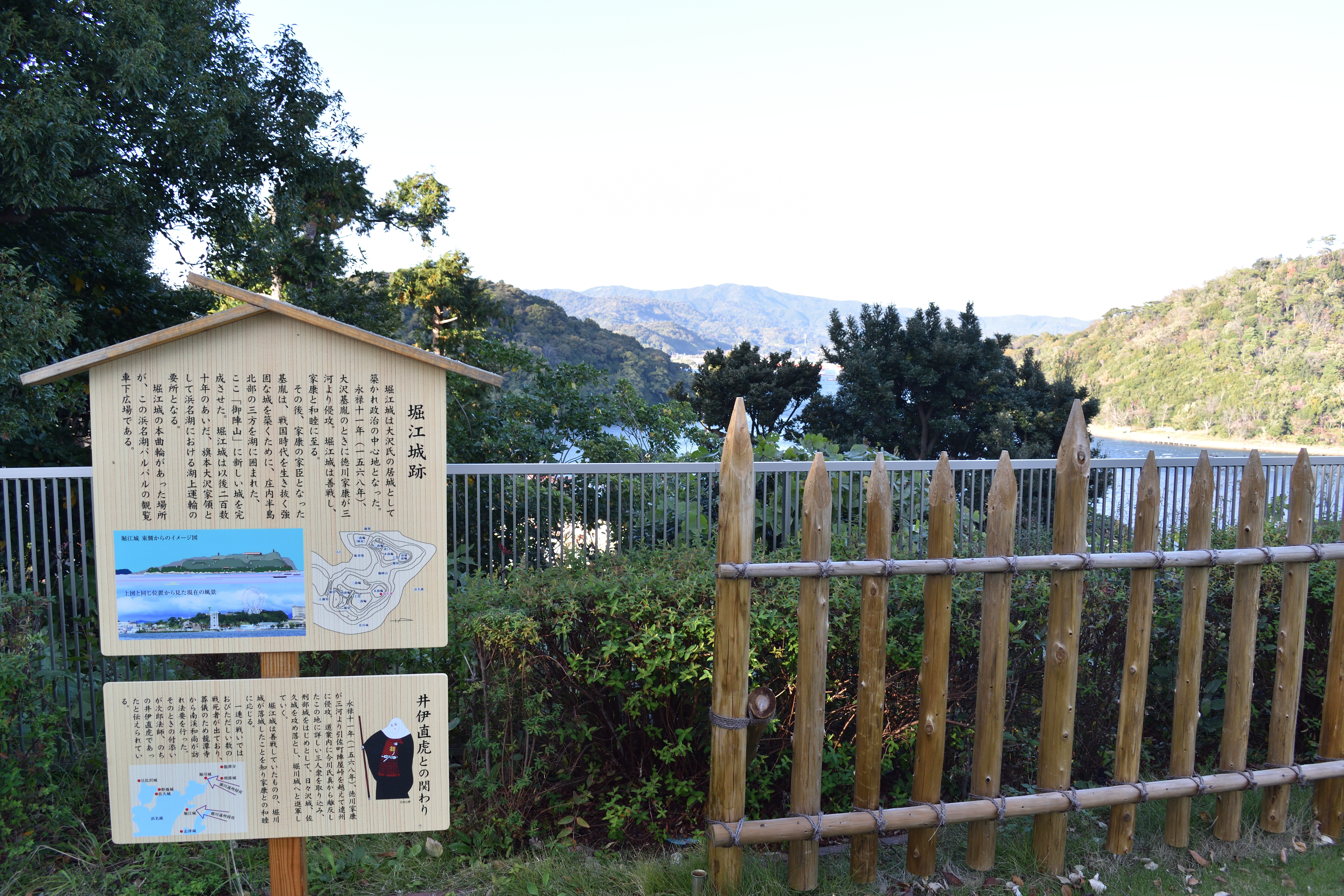
سایت قلعه هوریه در شهر هاماماتسو

قلعه هوریه (به ژاپنی: 堀江城 ほりえじょう)، یک قلعه ژاپنی در بخش چو-کو، هاماماتسو، شهر هاماماتسو استان شیزوئوکا، قبلاً ولایت توتومی، ناحیه فوچی ژاپن بود.